# Christian McCaffrey
Christian Jackson McCaffrey (nascido em 7 de junho de 1996) é um jogador de futebol americano que atua como running back pelo San Francisco 49ers da National Football League. Ele foi draftado na primeira rodada do Draft de 2017 pelo Carolina Panthers.

## Vida jovem

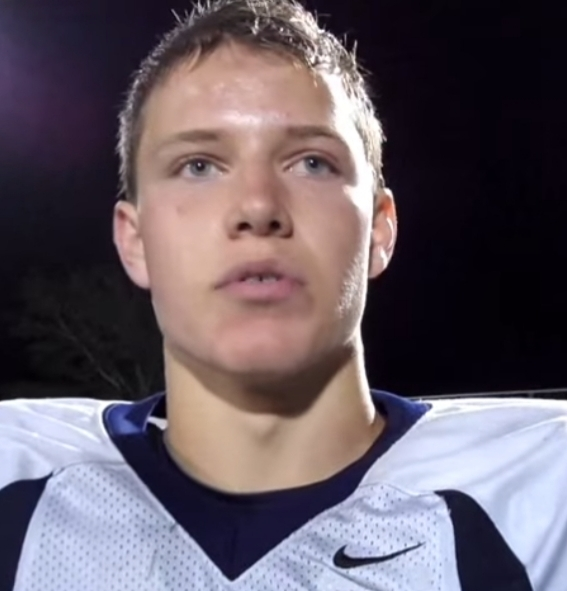
McCaffrey em uma entrevista pós-jogo em setembro de 2012

MCCaffrey frequentou a escola cristã Valor Christian High School em Highlands Ranch no Colorado. Ele jogava como running back, wide receiver, cornerback e punter. Ele quebrou vários dos récordes das escolas do Colorado incluindo o total de touchdowns na carreira (141), recepções de touchdown (47) em toda a carreira, jardas totais (terrestres e aéreas) em toda a carreira (8,845) e jardas totais em uma única temporada (3,032). Ele foi eleito o Jogador de Futebol Americano do Ano pela Gatorade em 2012 e 2013. Ele também jogou basquete.
MCCaffrey foi também um corredor de velocidade com muito destaque na equipe track & field. Como iniciante em 2012, ele ficou em segundo lugar na corrida de 100 metros rasos na Mountain Vista Boulder Invitational com 10.75 segundos segundo o melhor tempo em sua carreira toda. Como veterano em 2013, ele ficou em sexto lugar nos 100 metros rasos, com 10.89 segundos, e em nono nos 200 metros rasos, com 22.17 segundos no Encontro Estatual CHSAA.
Um dos cem melhores jogadores de futebol americano em sua sala do ensino médio, Mc Caffrey foi selecionado em 2014 pelo Exército Americano dos Estados Unidos. McCaffrey  foi classificado pelo Rivals.com como um recruta de quatro estrelas e pontou como o terceiro melhor jardas totais em sua turma, e 77º melhor jogador no geral . Ele frequentou a Universidade Stanford para jogar futebol americano universitário.

## Carreira de universitário
McCaffrey jogou em todos os 13 jogos como um verdadeiro calouro em Stanford, 2014. Ele terminou o ano com 300 jardas em 42 transportes e 251 jardas receptivas com 17 recepções com um total de 2 touchdowns.
No segundo ano da universidade, em 2015, ele começou na posição de running back . McCaffrey está parado no ano de 2015. Ele está liderando a nação em jardas totais e está entre os líderes nacionais em corridas de jardas. McCaffrey é um candidato aos prêmios Heisman Trophy de 2015 (finalista), Maxwell Award de 2015 (finalista) e Doak Walker Award (semifinalista).
Em 2015, McCaffrey quebrou o recorde da NCAA de jardas totais (recebidas e corridas) numa temporada com 3 496 jardas. O recorde anterior era mantido por Barry Sanders e suas 3 250 jardas.
McCaffrey quebrou vários recordes da Universidade Stanford em 2015:
- Mais jardas percorridas num jogo: 243, contra UCLA
- Touchdowns mais rápidos num jogo, 4, contra UCLA
- Mais jardas totais (terrestres e aéreas) num jogo: 461, contra USC
- Mais jardas totais numa temporada: 3 496
- Maior número de jogos consecutivos com 100 jardas percorridas: 9

## Carreira na NFL

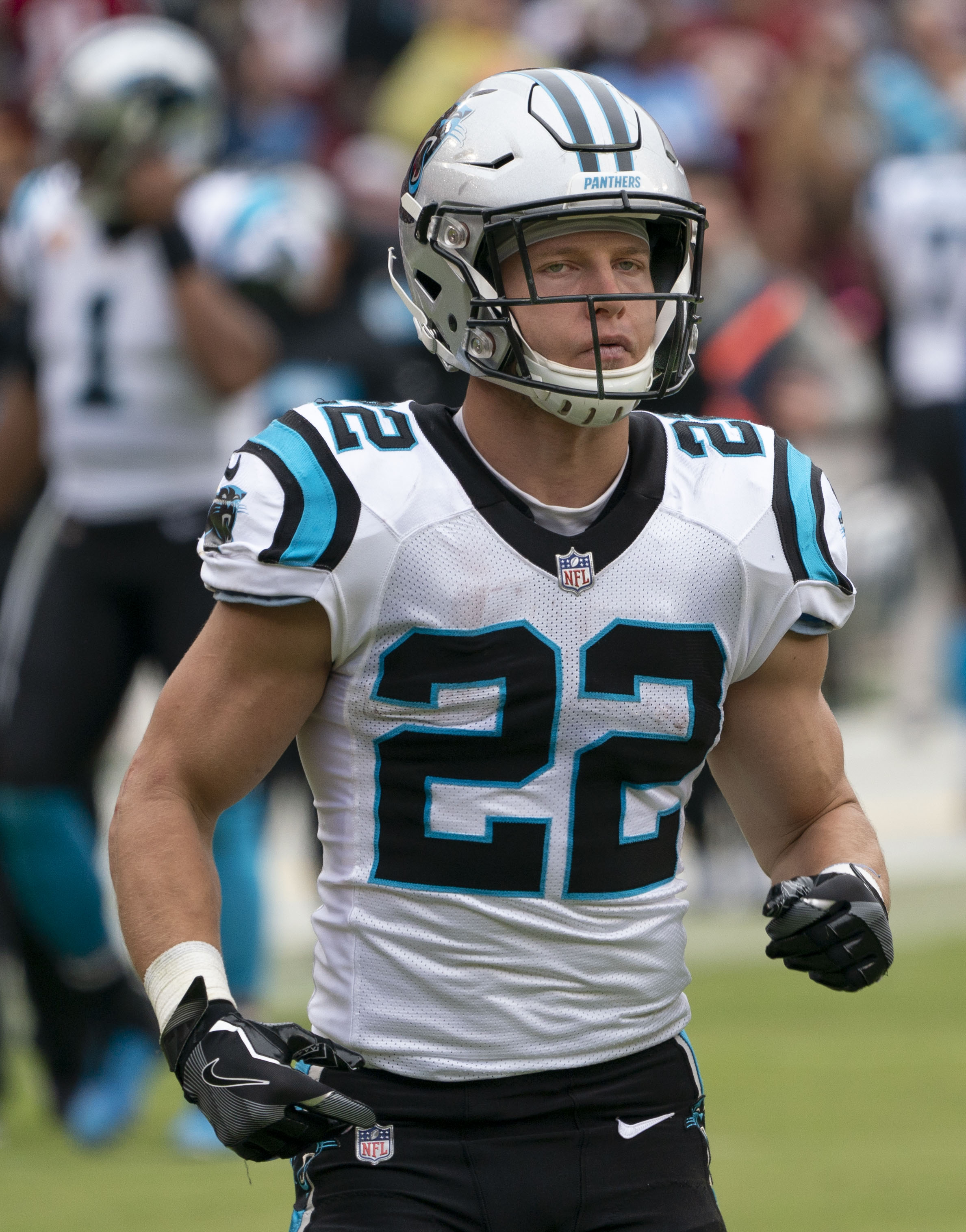
McCaffrey em 2018.

McCaffrey começou sua carreira na NFL em 2017 após ser selecionado pelo Carolina Panthers com a oitava escolha geral no primeiro round do Draft da NFL.
Ele rapidamente se estabeleceu como um jogador versátil e dinâmico, conhecido por sua velocidade excepcional, agilidade e capacidade de recepção fora do backfield. Em sua temporada de estreia em 2017, McCaffrey teve um impacto imediato, registrando mais de 1 000 jardas combinadas de corrida e recepção e se tornando o terceiro novato na história da NFL a ter mais de 100 recepções em uma temporada. Ele continuou a se destacar nas temporadas subsequentes, recebendo seleções para o Pro Bowl e se estabelecendo como um dos principais running backs da liga.
Em 2019, McCaffrey teve uma temporada destacada, tornando-se o terceiro jogador na história da NFL a registrar mais de 1 000 jardas de corrida e 1 000 jardas de recepção em uma única temporada, o que lhe rendeu o título de First Team All-Pro. Ele então assinou uma extensão de contrato de quatro anos valendo US$ 64 milhões de dólares com os Panthers em 2020, tornando-se um dos running backs mais bem pagos da liga. No entanto, lesões prejudicaram a disponibilidade de McCaffrey nas temporadas de 2020 e 2021, limitando seu tempo de jogo e produção.
Em 2022, foi trocado para o San Francisco 49ers onde conseguiu mais consistência devido a menos contusões sofridas. Em 2023, ele correu para 1 459 jardas e 21 touchdowns totais (incluindo quatorze de recepção). McCaffrey foi nomeado Jogador Ofensivo do Ano naquela temporada. No Super Bowl LVIII, contra o Kansas City Chiefs, McCaffrey correu com a bola 22 vezes para 80 jardas e contabilizou oito recepções para 80 jardas e um touchdown. Ele sofreu um fumble no primeiro quarto na derrota dos 49ers por 25 a 22 na prorrogação.

## Estatísticas na NFL
| Legenda | Legenda                        |
| ------- | ------------------------------ |
|         | AP NFL Jogador Ofensivo do Ano |
|         | Liderou a liga                 |
| Negrito | Melhor da carreira             |

| Ano      | Time     | Jogos | Jogos | Correndo | Correndo | Correndo | Correndo | Correndo | Recebendo | Recebendo | Recebendo | Recebendo | Recebendo | Fumbles | Fumbles  |
| Ano      | Time     | JD    | JT    | Ten      | Jardas   | Média    | Lng      | TD       | Rec       | Jardas    | Média     | Lng       | TD        | Fum     | Perdidos |
| -------- | -------- | ----- | ----- | -------- | -------- | -------- | -------- | -------- | --------- | --------- | --------- | --------- | --------- | ------- | -------- |
| 2017     | CAR      | 16    | 10    | 117      | 435      | 3,7      | 40       | 2        | 80        | 651       | 8,1       | 37        | 5         | 2       | 1        |
| 2018     | CAR      | 16    | 16    | 219      | 1 098    | 5,0      | 59       | 7        | 107       | 867       | 8,1       | 38        | 6         | 4       | 1        |
| 2019     | CAR      | 16    | 16    | 287      | 1 387    | 4,8      | 84       | 15       | 116       | 1 005     | 8,7       | 28        | 4         | 1       | 0        |
| 2020     | CAR      | 3     | 3     | 59       | 225      | 3,8      | 15       | 5        | 17        | 149       | 8,8       | 24        | 1         | 0       | 0        |
| 2021     | CAR      | 7     | 7     | 99       | 442      | 4,5      | 18       | 1        | 37        | 343       | 9,3       | 32        | 1         | 1       | 0        |
| 2022     | CAR      | 6     | 6     | 85       | 393      | 4,6      | 49       | 2        | 33        | 277       | 8,4       | 49        | 1         | 0       | 0        |
| 2022     | SF       | 11    | 10    | 159      | 746      | 4,7      | 38       | 6        | 52        | 464       | 8,9       | 38        | 4         | 1       | 0        |
| 2023     | SF       | 16    | 16    | 272      | 1 459    | 5,4      | 72       | 14       | 67        | 564       | 8,4       | 41        | 7         | 3       | 2        |
| 2024     | SF       | 4     | 4     | 50       | 202      | 4,0      | 19       | 0        | 15        | 146       | 9,7       | 30        | 0         | 1       | 1        |
| Carreira | Carreira | 95    | 88    | 1 347    | 6 387    | 4.7      | 84E      | 52       | 524       | 4 466     | 8.5       | 49        | 29        | 13      | 5        |

## Vida pessoal
Seu pai, Ed McCaffrey jogou futebol americano universitário na Universidade Stanford e na NFL de 1991 até 2003.
Seu tio, Billy McCaffrey, jogou basquete universitário na Universidade Duke and Vanderbilt. Seu avô é Dave Sime.
McCaffrey mantém um relacionamento com o Miss Universo 2012 e com a influenciadora de moda Olivia Culpo desde 2019 e em 7 de abril de 2023, eles anunciaram seu noivado.